# Tulipa karamanica
Tulipa karamanica är en liljeväxtart som beskrevs av Neriman Özhatay och B. Koçak. Tulipa karamanica ingår i släktet tulpaner, och familjen liljeväxter. Inga underarter finns listade.